# Vương Phụ Thần
Vương Phụ Thần (chữ Hán: 王辅臣, ? – 1681) biệt hiệu là Tây Lộ Mã Diêu Tử (西路馬鷂子), là tướng lĩnh đầu thời Thanh. Ban đầu khởi binh chống Thanh rồi đầu hàng và được trao chức Đề đốc Thiểm Tây. Về sau hưởng ứng loạn Tam phiên nhưng lại quy thuận triều đình. Do vì sợ tội nên đã tự sát.

## Tiểu sử

### Tòng quân dựng nghiệp
Vương Phụ Thần quê ở Đại Đồng, tỉnh Sơn Tây, vốn là họ Lý. Thuở nhỏ, ông theo anh rể là Lưu Mỗ tham gia quân khởi nghĩa nông dân. Ông nghiện cờ bạc, có thể tiêu cả nghìn lạng bạc trong một lần đặt cược. Sau này được Vương Tiến Triều nhận làm con nuôi nên đổi sang họ Vương. Ông từng theo tướng trấn giữ Đại Đồng, Sơn Tây vào cuối đời Minh là Khương Tương nổi dậy chống Thanh, tung hoành ngang dọc khiến quân Thanh phải hô hoán: 'Mã Diêu Tử đến rồi!' Nhiếp chính vương Đa Nhĩ Cổn hai lần thân chinh mà không thể khuất phục được ông, vì thế Vương Phụ Thần nổi tiếng sau một trận đánh. Chẳng bao lâu sau, ông đầu hàng A Tế Cách nên thoát khỏi cái chết, nhưng bị sung vào Tân Giả Khố làm nô bộc. 
Sau khi Đa Nhĩ Cổn chết, Phụ Thần được Thuận Trị Đế trọng dụng, làm giám quân dưới trướng Hồng Thừa Trù. Sau đó Hồng Thừa Trù tiến cử ông làm quan Tổng binh. Bình Tây vương Ngô Tam Quế ra sức lôi kéo ông, và về sau Vương Phụ Thần theo Ngô Tam Quế tiến quân vào Miến Điện, bắt được Vĩnh Lịch Đế của Nam Minh. Sau khi Khang Hi Đế lên ngôi, điều Vương Phụ Thần làm Đề đốc Thiểm Tây, trấn giữ Bình Lương. 

### Khởi binh chống Thanh
Khi loạn Tam phiên khởi sự, Ngô Tam Quế gửi thư cho Vương Phụ Thần, mời ông đảm nhiệm chức Tổng quản Đại tướng quân. Lúc đó, Khang Hi Đế đã giao cho Vương Phụ Thần và Trương Dũng cùng thống lĩnh quân vụ ở Thiểm Tây. Tuy nhiên, Vương Phụ Thần không hề bàn bạc với Trương Dũng, mà lại để con mình là Vương Kế Trinh mang thư chiêu hàng của Ngô Tam Quế dâng lên Khang Hi Đế. Sau khi xem thư, Khang Hi Đế vô cùng vui mừng, phong Vương Kế Trinh làm Thái bộc tự khanh.
Trương Dũng vốn có quân công cao hơn Vương Phụ Thần, từ đó sinh lòng hiềm khích với ông. Lúc bấy giờ, Đề đốc Tứ Xuyên là Trịnh Giao Lân đã hưởng ứng cuộc phản loạn của Ngô Tam Quế, nên Khang Hi Đế cử Đại học sĩ Mạc Lạc kiêm nhiệm chức Kinh lược Thiểm Tây, trao toàn quyền điều động binh mã hai vùng Tần Tấn. Trước đây Vương Phụ Thần từng có hiềm khích với Mạc Lạc, trong khi Mạc Lạc lại có quan hệ thân thiết với Trương Dũng, vì thế ngay từ đầu, Mạc Lạc đã nhiều lần gây khó dễ cho Vương Phụ Thần.
Tháng Chạp năm Khang Hi thứ 13 (1674), Vương Phụ Thần nổi loạn tại Ninh Khương Châu, tấn công quân doanh của Mạc Lạc. Trong lúc hỗn loạn, Mạc Lạc bị một mũi tên bắn trúng cổ họng và tử trận. Cái chết của Mạc Lạc khiến bốn phương chấn động, lòng người dao động. Khang Hi Đế sai Vương Kế Trinh quay về khuyên Vương Phụ Thần rằng triều đình sẽ không truy cứu lỗi lầm trong quá khứ, mong ông quay đầu là bờ. Vương Phụ Thần lần lượt đánh chiếm được Lan Châu và nhiều nơi khác, tình hình tại vùng Tần Lũng trở nên nguy cấp. Con Dụ Thân vương Đa Đạc là Đổng Ngạch chỉ huy quân sĩ kém hiệu quả, vây đánh Bình Lương suốt tám tháng mà không hạ nổi. Khang Hi Đế liền triệu Đồ Hải đến Thiểm Tây dẹp loạn.

### Đầu hàng và tự sát
Đến năm Khang Hi thứ 15 (1676), Đồ Hải được chính thức phong làm Phủ Viễn Đại tướng quân, hoàng đế đích thân trao ấn tín tại điện Thái Hòa. Đồ Hải ra lệnh cho toàn quân: "Đây là đạo quân nhân nghĩa, trước chiêu hàng, sau mới tiến công. Nay mang thiên uy trừng phạt kẻ phản loạn, ắt không gì không thắng. Nhưng trong thành có đến mấy chục vạn dân, nếu tấn công thì tổn thất sẽ lớn. Phải thể hiện lòng nhân đức yêu sinh mạng của thánh thượng, chờ họ quy thuận". Tháng 5 cùng năm, quân Thanh chiếm được Hổ Sơn Đôn, khiến Bình Lương chấn động. Chu Bồi Công lấy công tâm làm đầu mà sai người chiêu hàng Vương Phụ Thần. Ngày 7 tháng 6, Vương Phụ Thần ở Thiểm Tây và Cảnh Tinh Trung ở Phúc Kiến lần lượt ra hàng triều Thanh. Sau khi đầu hàng, Vương Phụ Thần vẫn được Khang Hi Đế phong tước Thái tử Thái bảo, ban chức Tĩnh Khấu tướng quân, và ra lệnh cùng Đồ Hải trấn thủ Hán Trung. Tuy nhiên, Vương Phụ Thần trong lòng không yên, từng một lần tìm cách tự sát nhưng không thành. Khang Hi Đế nghiêm lệnh Đồ Hải phải giám sát chặt chẽ ông. Đến tháng 7 năm Khang Hy thứ 20 (1681), Khang Hi Đế triệu Đồ Hải đưa Vương Phụ Thần về Bắc Kinh, ông biết mình khó tránh khỏi tội chết nên đã đuổi vợ con đi rồi dùng rượu độc tự sát.